# Eyak
Eyak är ett numera utdött språk som talades i Alaska. Språket hör till na-dene-språk och bildade en egen gren inom athabask-eyak-språk.. Språket talas av eyaker som i dagens läge talar endast engelska. Den sista talaren dog i januari 2008..
Språket har ingen skriftlig standard.
Delstaten Alaska har erkänt eyak som ett officiellt språk sedan 2014 tillsammans med många andra ursprungsspråk.

## Fonologi

### Vokaler
|              | Främre | Central | Bakre |
| ------------ | ------ | ------- | ----- |
| Sluten       | iː     |         | u     |
| Halvsluten   | ɪ      |         |       |
| Mellansluten | eː     | ə       | ʊ     |
| Mellanöppen  | ɛ      | ə       |       |
| Öppen        |        | a, aː   |       |

Källa:

### Konsonanter
|             |             | Labial | Alveolar | Alveolar | Palatal | Velar | Velar | Uvular | Glottal |
| ----------- | ----------- | ------ | -------- | -------- | ------- | ----- | ----- | ------ | ------- |
| Norm.       | Lateral     | Labial | Norm.    | Lab.     | Palatal |       |       | Uvular | Glottal |
| Nasal       | Nasal       | m      | n        |          |         |       |       |        |         |
| Klusil      | Norm.       | b      | t        |          |         | k     | kʷ    | q      | ʔ       |
| Klusil      | Asp.        |        | tʰ       |          |         | kʰ    |       | qʰ     |         |
| Klusil      | Ejekt.      |        | t'       |          |         | k'    |       | q'     |         |
| Affrikat    | Norm.       |        | ts       | tɬ       | ʧ       |       |       |        |         |
| Affrikat    | Asp.        |        | tsʰ      | tɬʰ      | ʧʰ      |       |       |        |         |
| Affrikat    | Ejekt.      |        | ts'      | tɬ'      | ʧ'      |       |       |        |         |
| Frikativ    | Frikativ    |        | s        | ɬ        | ʃ       | x     | xʷ    | χ      | h       |
| Lateral     | Lateral     |        |          | l        |         |       |       |        |         |
| Approximant | Approximant |        |          |          | j       |       | w     |        |         |

Källa:

## Utdött och revitalisering
Den sista modermålstalaren, Marie Smith Jones, avled år 2008. Eyak blev det första ursprungsspråk i Alaska som förklarades som utdött.
Lingvisten Michael Krauss har sysslat med elak sedan 1970 då han publicerade den första ordboken. År 2009 fick språkgemenskapen i Alaska veta att en ung fransk man, Guilluame Leduey, hade lärt sig att tala eyak och besökte Alaska samma år. Senare har Leduey också börjat undervisa språket.. 
På grund av revitaliseringen kan språket anses vara vaknande.